# Mezen (fleuve)
Pour les articles homonymes, voir Mezen (homonymie).
Le Mezen (en russe : Мезень) est un fleuve du nord-ouest de la Russie, qui se jette dans la mer Blanche.

## Géographie
Le Mezen est long de 966 km et son bassin a une superficie de 78 760 km2. Il prend sa source dans la Chaîne de Timan, en République des Komis, à l'ouest des monts Oural et s'écoule dans une direction générale nord-ouest. Le Mezen se jette dans la baie de Mezen, dans la mer Blanche, près de la ville de Mezen (à 30 km).

## Gel - Navigabilité
Le fleuve est gelé de fin octobre/début novembre à fin avril/début mai.
Le Mezen est navigable sur 200 km depuis l'embouchure jusqu'au confluent avec la Vachka, au printemps sur 681 km.

## Affluents
Les principaux affluents sont (d'amont en aval) :
- la Mezenskaïa Pijma (rive droite)
- la Soula (rive droite)
- la Vachka (rive gauche)
- la Peza (rive droite)

## Hydrologie
Son débit moyen est de 886 m3/s avec un pic qui peut atteindre 9 530 m3/s en mai/juin.

### Hydrométrie - Les débits à Malonisogorskaïa
Le débit du Mezen a été observé pendant 29 ans (1965-1993) à Malonisogorskaïa, localité située à une vingtaine de kilomètres en aval du confluent de la Vachka, son plus gros affluent, et à 199 kilomètres de son débouché dans la mer Blanche,,.
À Malonisogorskaïa, le débit annuel moyen ou module observé sur cette période a été de 649 m3/s pour une surface prise en compte de 56 522 km2, soit plus ou moins 72 % de la totalité du bassin versant.
La lame d'eau écoulée dans le bassin versant du fleuve atteint ainsi le chiffre de 362 millimètres par an, ce qui peut être considéré comme élevé.
Le Mezen est un cours d'eau abondant mais fort irrégulier. Il présente deux périodes de crues ; les grandes crues de printemps et les petites crues d'automne.
Les grandes crues se déroulent en mai (moyenne mensuelle de 2 810 m3/s) et juin. Dès la seconde moitié du mois de juin, le débit du fleuve baisse fortement jusqu'à un premier étiage, en été au mois d'août (353 m3/s). En septembre le débit remonte à nouveau sous l'effet des précipitations automnales ce qui mène à un petit sommet en octobre. C'est la petite crue, bien moindre que celle de printemps (558 m3/s en octobre). Puis survient le long étiage d'hiver qui a lieu de décembre à mars inclus.
Le débit moyen mensuel observé en mars (minimum d'étiage) atteint 132 m3/s, soit plus ou moins 21 fois moins que le débit moyen du mois de mai (2 810 m3/s), ce qui témoigne de la forte amplitude des variations saisonnières. Sur la période d'observation de 29 ans, le débit mensuel minimal a été de 102 m3/s (ce qui reste appréciable), tandis que le débit mensuel maximal s'est élevé à 3 970 m3/s.